# Garriguella
Garriguella est une commune de la comarque de l'Alt Empordà dans la province de Gérone en Catalogne (Espagne).

## Géographie
Elle est située dans les Pyrénées dans le massif des Albères.

## Histoire
La langue propre de la Catalogne est le catalan et plus précisément dans cette région le catalan central. Comme tel, il est la langue usuelle et prioritaire dans les administrations publiques ainsi que dans l'enseignement.
Le catalan est redevenu la langue coofficielle, avec le castillan, en 1979 avec le retour de l’autonomie, après la période franquiste.
Garriguella de Baix fut le premier emplacement de l’habitat. On peut encore y trouver un arc latéral de l’ancienne chapelle de San Sebastien (XVIe siècle) récemment restaurée.
La majorité des habitations sont des XVIe et XVIIe siècles. On peut également y trouver un ancien moulin à vent, également daté des XVIe et XVIIe siècles, avec une tour bien conservée. Il a été réhabilité en restaurant.
La majorité des maisons sont constituées, au rez-de-chaussée, d’un cellier, d’une entrée pour le bétail, d’une cour arrière et d’un étage réservé au logement.
Tous les bunkers visibles font partie de La Linea Gutierrez construite par l’armée de Franco entre 1939 et 1953. C’est une ligne de casemates comme La Ligne Maginot ou La Ligne Siegfried. Elle compte des centaines d’ouvrages et couvre 40 km entre Llançà et Maçanet de Cabrenys.
À partir de Maçanet, elle continue sous le nom de Linea de los Pyreneos et passe par la chaîne des Pyrénées jusqu'à Hendaye. Le but était de protéger l’Espagne contre une invasion des Alliées après la Seconde Guerre mondiale.

## Démographie
La population s élevait en 2010 à 858 personnes. 80 % sont d’origine espagnole. Les 20 % restants sont composés principalement de personnes d’origine marocaine et le reste d’Europe tant de l’ouest et de l’est, d’Amérique du Sud et d’Afrique.

## Économie
Tous les commerces de proximité sont implantés.
L’élaboration des vins et liqueurs est l’activité économique principale. L’ampordan[Quoi ?] compte 2,033 ha de vignes et Garriguella en occupe 400 desquels 229 sont traités à la coopérative.
Plusieurs vins qui y produits ont été reconnus dans divers concours[Lesquels ?]. Près de 70 % des vignes ont plus de 50 ans.
La production de 2010 s’est élevée à 1 203 140 kg.
Les principales variétés de raisins rouges sont : le carignan pour 48 %, le cabernet sauvignon pour 5 %, le grenache 20 %, le merlot 4 % et le tempranillo 1 % : et pour les vins blancs : le macabeu à 15 %, le carignan à 2 %, le grenache pour 4 % et le muscat pour 1 %.
En 1879 le fléau du phylloxéra provenant de France frappa le vignoble. La conséquence fut que bon nombre des habitants durent immigrer en Amérique, en France ou se déplacer vers Barcelone. La population passa de 1950 à 920 dans la première décennie du XXe siècle.
Les vignes furent reconstituées avec des ceps américains, plus résistants au phylloxéra.
L’Emporda compte aussi 3 000 hectares d’oliveraies, la plupart situées dans l’Alt Emporda. La production était de 625,000 litres en 2008. Un moulin moderne s’est installé récemment[Quand ?].
Pour l'élevage, il est encore possible, en bonne saison, de voir passer un troupeau de moutons accompagné de son berger, et de pouvoir admirer le travail de ses chiens. Malheureusement, il faut admettre que le troupeau compte de moins en moins de membres.

## Lieux et monuments
- L'église paroissiale Santa Eulalia de Noves date des XVIIIe et XIXe siècles et renferme les restes d'un ancien temple pré-roman du XIe siècle qui appartenait au monastère de Sant Pere de Rodes. La première pierre a été posée le 28 juin 1772 par Don Francisco Toma.
- Centre de Reproduction de Tortues de l'Albera[1] : Ce centre de reproduction s'intéresse principalement à l'élevage des tortues Hermann des Albères en vue de l'y réintroduire à la suite de sa disparition consécutive à un incendie dans le début des années 1980. Une autre partie du centre est réservée pour les tortues de toutes espèces déposées pas les particuliers, pour des motifs divers, et réintroduites dans la nature
- Masia de n'Hortús du XVIe siècle : architecture populaire.
- Molí de Vent : Moulin à vent du XVIIIe siècle.
- Santa María del Camp : Ancien prieuré.
- Chapelle San Sebastian (XIVe et XVIe siècles) : qui a servi d'hôpital lors de grandes épidémies du Moyen Âge.

## Jumelage
La commune de Garriguella est jumelée avec :
- Onore (Italie) depuis août 1998.